# Basudeb Acharia
Basudeb Acharia także Basudev Acharia (ur. 11 lipca 1942, zm. 13 listopada 2023) – indyjski polityk.
Urodził się w Bero w Bengalu Zachodnim. W 1980 dostał się po raz pierwszy do Lok Sabhy. Reelekcję uzyskiwał w każdych kolejnych wyborach, aż do 2009. Pełnił różne funkcje w strukturach KPI (M). Wchodzi w skład Komitetu Centralnego tej formacji (ponownie wybrany w 2012). Stoi na czele frakcji swojej partii w izbie niższej parlamentu związkowego.